# Kate Waugh
Kate Waugh, née le 13 février 1999 à Gateshead, est une triathlète professionnelle anglaise, victorieuse de la Super League en 2023.

## Biographie
Kate Waugh est championne d'Europe juniors en 2017 et deuxième du championnat du monde juniors la même année. En 2022, la jeune anglaise devient championne du monde espoirs à Abou Dabi aux Émirats arabes unis.
En septembre 2023, elle finit deuxième de la grande finale des séries mondiale de triathlon à Pontevedra en Espagne pour prendre la sixième place du classement général final, puis un mois après Kate Waugh remporte le titre final de la Super League à Neom en Arabie saoudite.

## Palmarès triathlon
Le tableau présente les résultats les plus significatifs (podium) obtenus sur le circuit international de triathlon depuis 2017,.
| Année | Compétition                           | Pays         | Position           | Temps           |
| ----- | ------------------------------------- | ------------ | ------------------ | --------------- |
| 2023  | WTCS Pontevedra                       | Espagne      | Médaille d'argent  | 1 h 53 min 37 s |
| 2022  | WTS Hambourg - relais mixte           | Allemagne    | Médaille d'or      | 1 h 20 min 50 s |
| 2022  | Coupe du monde - l'étape de Bergen    | Norvège      | Médaille de bronze | 58 min 11 s     |
| 2021  | Coupe du monde - l'étape de Tongyeong | Corée du Sud | Médaille d'argent  | 58 min 11 s     |
| 2021  | Coupe du monde - l'étape de Haeundae  | Corée du Sud | Médaille d'argent  | 56 min 40 s     |
| 2017  | Coupe du monde - l'étape d'Astana     | Kazakhstan   | Médaille de bronze | 1 h 57 min 28 s |